# George Weymouth
George Weymouth (vers 1585 - vers 1612) est un marin et explorateur anglais du XVIIe siècle.

## Biographie
En 1602, il remonte le détroit d'Hudson à la recherche du passage du Nord-Ouest jusqu'à ce que les glaces l'obligent à rebrousser chemin. Commissionné par Thomas Arundell (1er baron Arundell de Wardour) et le comte de Southampton, en 1605, il explore les côtes du Maine à proximité de la rivière Kennebec, débarque dans une île qu'il baptise Saint-George (actuelle île Monhegan) en l'honneur du saint patron de l'Angleterre. Il manque de peu Samuel de Champlain.
Pendant l'expédition, les hommes de Weymouth ont capturé plusieurs membres de la tribu amérindienne des Patuxets qu'ils ramenèrent en Angleterre. Le retour de Waymouth à Plymouth en juillet 1605 eut un impact non négligeable sur la volonté des anglais de créer des établissements durables sur le Nouveau Monde.
En Grande-Bretagne, l'essence Pinus strobus originaire d'Amérique du Nord est appelé le pin Weymouth, en l'honneur de l'explorateur.